# دنیس وایز
دنیس وایز (به انگلیسی: Dennis Wise) (زاده ۱۶ دسامبر ۱۹۶۶- لندن) بازیکن فوتبال سابق تیم ملی فوتبال انگلیس و چلسی است. وایز ۱۱ فصل در باشگاه چلسی توپ زده‌است. همچنین وی ۲۱ بازی و ۱ گل ملی در کارنامه دارد.